# Ribes janczewskii
Ribes janczewskii är en ripsväxtart som beskrevs av Pojarkova. Ribes janczewskii ingår i släktet ripsar, och familjen ripsväxter. Inga underarter finns listade i Catalogue of Life.